# Pseudostegias macdermotti
Pseudostegias macdermotti là một loài chân đều trong họ Bopyridae. Loài này được Williams & Boyko miêu tả khoa học năm 1999.